# Sterkrader Heide

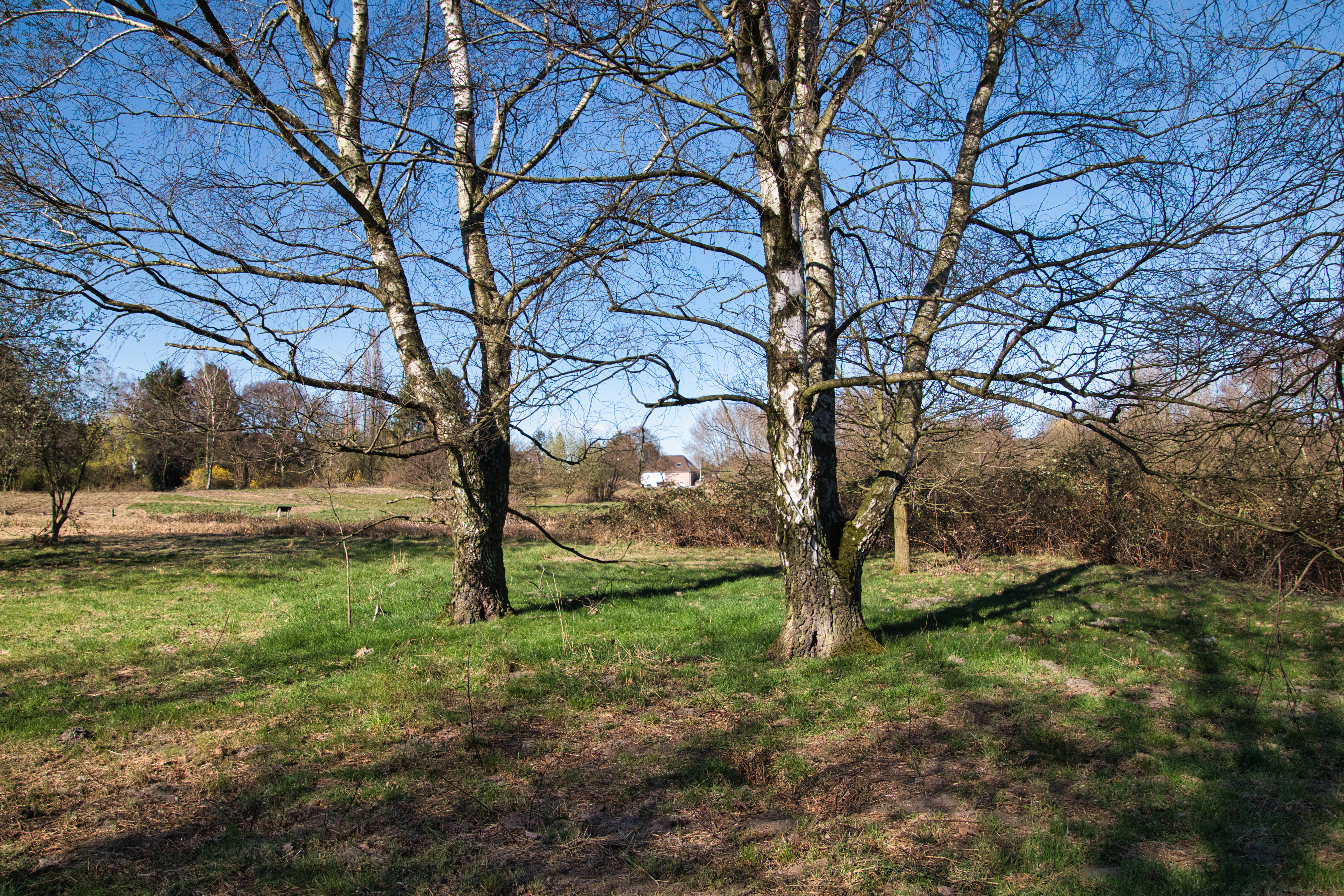
Reinersbachtal nach der Neugestaltung im Frühjahr 2022

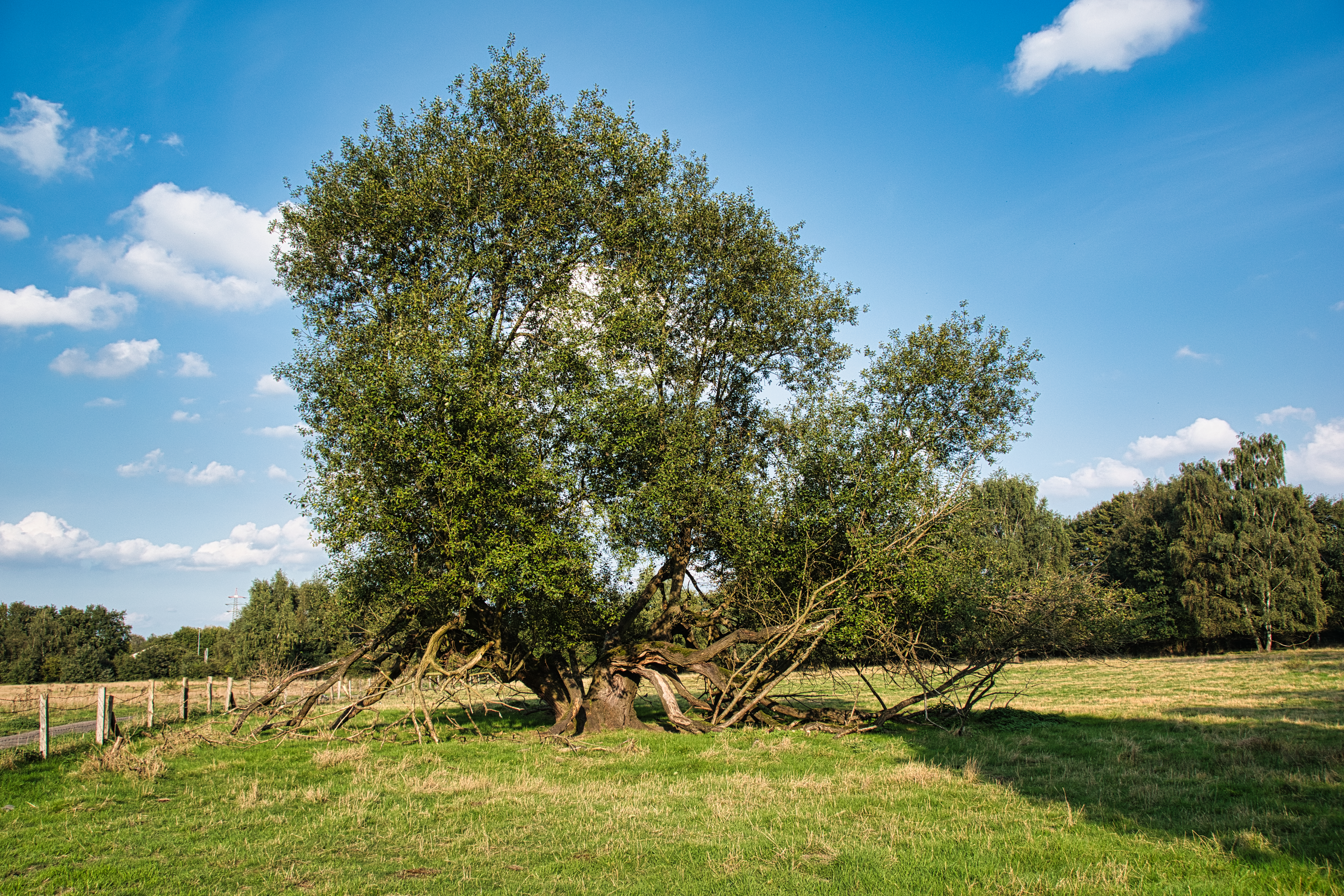
Weidenbaum in der Sterkrader Heide

Die Sterkrader Heide ist ein Stadtteil von Oberhausen im Stadtbezirk Sterkrade, der eine Fläche von rund 1,45 km² aufweist. Hier befinden sich die letzten Vorkommen der Borstgrasweide im Ruhrgebiet. Nach den neusten Zählungen splitten sich jedoch die Vorkommen auf und es vermehren sich mehr Brombeeren in diesem Gebiet. Die Biologische Station Westliches Ruhrgebiet zählt dort immer noch regelmäßig.
Der Reinersbach durchfließt den Ortsteil in einem Grüngürtel (Reinersbachtal) von Nordost nach Südwest. Im Norden grenzt die Sterkrader Heide an die Autobahn A2 (Königshardt) und die Fernewaldstraße (Kleekamp), im Osten an die Herzogstraße (Tackenberg-Ost), im Süden an Tackenberg-West, zu dem der größere östliche Teil (östlich der Kirchhellener Str.) statistisch gezählt wird und im Westen an Alsfeld, zu dem der kleinere westliche Teil (westlich der Kirchhellener Str.) des Stadtteils gezählt wird. Deswegen existieren auch keine Daten über die Anzahl an Einwohnern in dem Stadtteil. 
Die Sterkrader Heide ist einer von vier Oberhausener Stadtteilen, die Heide im Ortsnamen tragen. Sie würdigen damit die Landschaft, die dieses Gebiet noch bis Ende des 19. Jahrhunderts prägte. 

## Infrastruktur
Die Sterkrader Heide ist überwiegend durch ein Wald- und Heidegebiet gekennzeichnet, an deren Rändern sich Wohnsiedlungen befinden. An der Kirchhellener Str. gibt es Einkaufsmöglichkeiten für die Grundversorgung. Durch die Nähe zur Autobahnausfahrt Oberhausen-Königshardt der A2 ist der Stadtteil gut an das Verkehrsnetz angebunden. Mit den Buslinien SB 92, 960 und 976 des Verkehrsverbundes Rhein-Ruhr ist die Sterkrader Heide in das Nahverkehrsnetz eingebunden.

## Belege
1. ↑   siehe Quelle Borstgras Vorkommen Sterkrader Heide Seite 8.4.2.